# Gudamaqaribergen
Gudamaqaribergen (georgiska: გუდამაყრის ქედი, Gudamaqris kedi) är en bergskedja i Georgien. Den ligger i den nordöstra delen av landet, i regionen Mtscheta-Mtianeti.